# Thysanometra
Thysanometra is een geslacht van haarsterren uit de familie Antedonidae.

## Soorten
- Thysanometra tenelloides (A.H. Clark, 1907)
- Thysanometra tenuicirra (Carpenter, 1888)